# 李锋 (1921年)
李锋（1921年—2012年2月13日），原名高春生，男，直隶（今河北）徐水人，中华人民共和国政治人物，曾任河北省人民政府副省长，第六届全国人大代表。